# Мелетије Стратилат
Свети мученик Мелетије стратилат је хришћански светитељ. 

## Житије
Свој живот је окончао у II веку, за време владавине цара Антонина, тако што је био прикован за дрво, јер је био оптужен за разарање нехришћанског храма. Са њим је живот изгубило и 1.218 војника, којима је он командовао, заједно са својим породицама.

## Празник
Српска православна црква га слави 24. маја по црквеном, а 6. јуна по грегоријанском календару.